# Mark Slade
Mark Slade (Salem, 1 mei 1939) is een Amerikaanse acteur.

## Biografie
Na zijn afstuderen aan de Worcester Academy in 1956, wilde Slade eerst cartoonist worden. Na een theatervoorstelling waarin hij als tweede cast inviel voor een zieke klasgenoot, besloot hij acteur te worden. Hij speelde zijn eerste ondergeschikte rol in 1961 in de speelfilm Company Fire Belt, die ook werd verfilmd in een televisieserie waarin Slade ook verscheen. Van 1965 tot 1966 speelde hij in de televisieserie The Wackiest Ship in the Army. Zijn bekendste rol was die van de Billie Blue Cannon, die hij van 1967 tot 1971 speelde in de westerse serie The High Chaparral. In 1970 publiceerde het jeugdtijdschrift Bravo een zogenaamde Bravo-ster met hem. Slade woont nu in Californië en werkt daar als schilder.

## Filmografie
- 1961: Voyage to the Bottom of the Sea
- 1965–1966: The Wackiest Ship in the Army (tv-serie)
- 1967–1971: The High Chaparral (tv-serie)
- 1974: Benji

- Biblioteca Nacional de España: XX5496827
- Virtual International Authority File: 317275308
- WorldCat: E39PBJrcgktGgJtfX8gWJc8V4q